# Sironcus sierwaldae
Espèce
Sironcus sierwaldae est une espèce de pseudoscorpions de la famille des Ideoroncidae.

## Distribution
Cette espèce se rencontre en Thaïlande dans la province de Kanchanaburi et en Birmanie dans la région de Magway.

## Description
Le mâle holotype mesure 1,59 mm et les femelles de 1,87 à 2,13 mm.

## Étymologie
Cette espèce est nommée en l'honneur de Petra Sierwald.

## Publication originale
- Harvey, 2016 : The systematics of the pseudoscorpion family Ideoroncidae (Pseudoscorpiones: Neobisioidea) in the Asian region. Journal of Arachnology, vol. 44, no 3, p. 272-329 (texte intégral).